# Harnes
Harnes est une commune française située dans le département du Pas-de-Calais en région Hauts-de-France. Ses habitants sont appelés les Harnésiens. La commune est membre de la communauté d'agglomération de Lens-Liévin .
Depuis 2012, la valeur universelle et historique du bassin minier du Nord-Pas-de-Calais est reconnue et inscrite sur la liste du patrimoine mondial de l’UNESCO, parmi les 353 sites du bassin minier, deux sites inscrits se trouvent sur le territoire communal. 

## Géographie

### Localisation
Localisée dans le sud-est du département du Pas-de-Calais, la commune, située dans l'unité urbaine de Douai-Lens, se trouve dans l'aire d'attraction de Lens - Liévin ainsi que dans la bassin d'emploi et dans le bassin de vie de Lens (chef-lieu d'arrondissement).
Le territoire de la commune est limitrophe de ceux de six communes.
Les communes limitrophes sont Carvin, Loison-sous-Lens, Noyelles-sous-Lens, Annay, Courrières et Fouquières-lès-Lens.

### Géologie et relief
La superficie de la commune est de 10,76 km2 ; son altitude varie de 20  à   44 m.

### Hydrographie

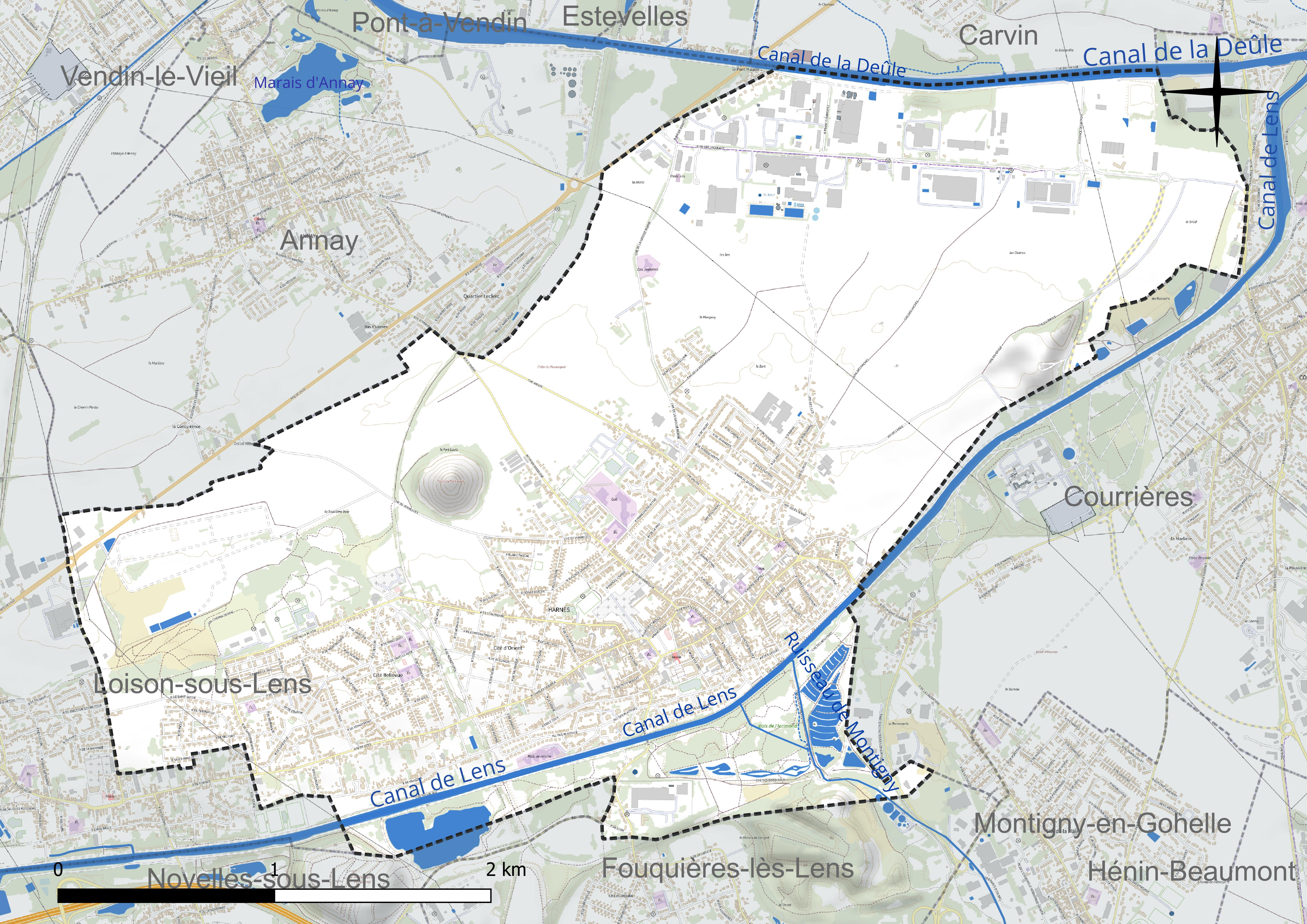
Réseau hydrographique d'Harnes.

Le territoire de la commune est situé dans le bassin Artois-Picardie.
La commune est traversée par deux canaux (ou chenaux) et un ruisseau :
- le canal de la Deûle, d'une longueur de 58,75 km, qui prend sa source dans la commune de Douai et se jette dans la Lys au niveau de la commune de Deûlémont[3] ;
- le canal de Lens, d'une longueur de 9,41 km, qui prend sa source dans la commune de Lens et se jette dans le canal de la Deûle au niveau de la commune de Courrières[4] ;
- le ruisseau de Montigny, d'une longueur de 4,74 km, qui prend sa source dans la commune de Fouquières-lès-Lens et se jette dans le canal de Lens au niveau de la commune d'Harnes[5].

### Climat
Pour des articles plus généraux, voir Climat des Hauts-de-France et Climat du Pas-de-Calais.
En 2010, le climat de la commune est de type climat océanique dégradé des plaines du Centre et du Nord, selon une étude du Centre national de la recherche scientifique s'appuyant sur une série de données couvrant la période 1971-2000. En 2020, Météo-France publie une typologie des climats de la France métropolitaine dans laquelle la commune est exposée à un climat océanique et est dans la région climatique Nord-est du bassin Parisien, caractérisée par un ensoleillement médiocre, une pluviométrie moyenne régulièrement répartie au cours de l’année et un hiver froid (3 °C).
Pour la période 1971-2000, la température annuelle moyenne est de 10,5 °C, avec une amplitude thermique annuelle de 14,3 °C. Le cumul annuel moyen de précipitations est de 717 mm, avec 11,7 jours de précipitations en janvier et 8,9 jours en juillet. Pour la période 1991-2020, la température moyenne annuelle observée sur la station météorologique la plus proche, située sur la commune de Douai à 15 km à vol d'oiseau, est de 11,0 °C et le cumul annuel moyen de précipitations est de 729,2 mm,. Pour l'avenir, les paramètres climatiques de la commune estimés pour 2050 selon différents scénarios d'émission de gaz à effet de serre sont consultables sur un site dédié publié par Météo-France en novembre 2022.

### Milieux naturels et biodiversité

#### Espaces protégés et gérés
La protection réglementaire est le mode d’intervention le plus fort pour préserver des espaces naturels remarquables et leur biodiversité associée.
Dans ce cadre, la commune fait partie de deux espaces protégés : 
- le terril Fort Louis et son cavalier, d'une superficie de 19,727 ha, parcelle en maitrise d'usage. Terrain géré (location, convention de gestion) par le Conservatoire d'espaces naturels des Hauts-de-France[13] ;
- le terril Fort Louis et son cavalier, d'une superficie de 14,652 ha, parcelle acquise en maitrise foncière. Terrain acquis (ou assimilé) par le Conservatoire d'espaces naturels des Hauts-de-France[14].

#### Zone naturelle d'intérêt écologique, faunistique et floristique

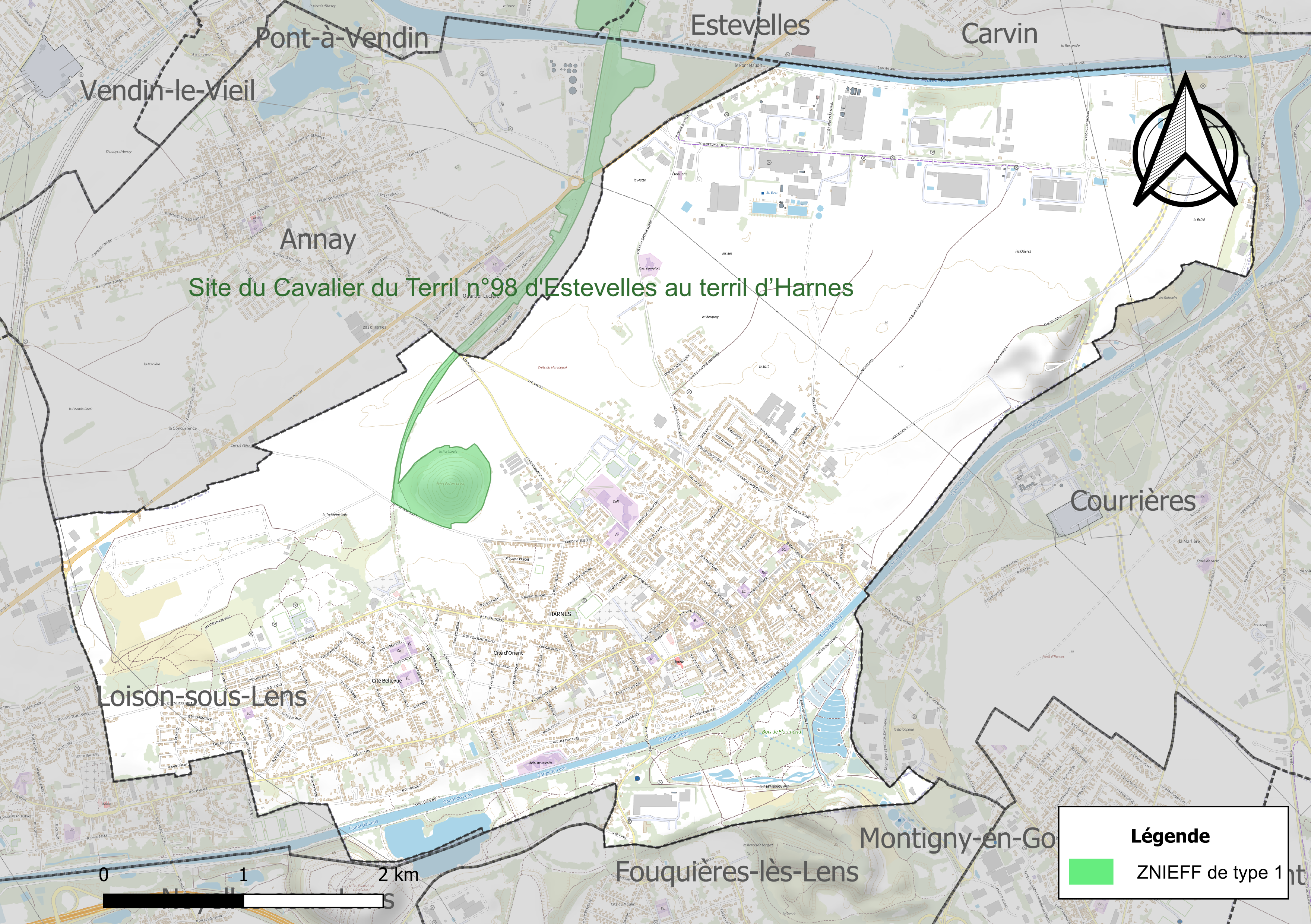
Carte de la ZNIEFF sur la commune.

L’inventaire des zones naturelles d'intérêt écologique, faunistique et floristique (ZNIEFF) a pour objectif de réaliser une couverture des zones les plus intéressantes sur le plan écologique, essentiellement dans la perspective d’améliorer la connaissance du patrimoine naturel national et de fournir aux différents décideurs un outil d’aide à la prise en compte de l’environnement dans l’aménagement du territoire.
Le territoire communal comprend une ZNIEFF de type 1 : le site du cavalier du terril no 98 d'Estevelles au terril d’Harnes, d’une superficie de 71 ha et d'une altitude variant de 21  à   122 mètres. Le site est constitué, au nord, par le terril d'Estevelles de forme trapézoïdale, et, au sud, par le terril d’Harnes de forme conique. Les deux terrils sont reliés par un cavalier, ancienne voie ferrée, ces cavaliers sont très souvent transformés en sentier de randonnée et certains font partie de la trame verte et bleue.

#### Espèces faunistiques et floristiques
Le site de l’Inventaire national du patrimoine naturel (INPN) recense plusieurs espèces faunistiques et floristiques sur le territoire de la commune dont certaines sont protégées et d’autres menacées et quasi-menacées.

## Urbanisme

### Typologie
Au 1er janvier 2024, Harnes est catégorisée grand centre urbain, selon la nouvelle grille communale de densité à sept niveaux définie par l'Insee en 2022.
Elle appartient à l'unité urbaine de Douai-Lens, une agglomération inter-départementale regroupant 67  communes, dont elle est une commune de la banlieue,,.
Par ailleurs la commune fait partie de l'aire d'attraction de Lens - Liévin, dont elle est une commune du pôle principal,. Cette aire, qui regroupe 50 communes, est catégorisée dans les aires de 200 000 à moins de 700 000 habitants,.

### Occupation des sols

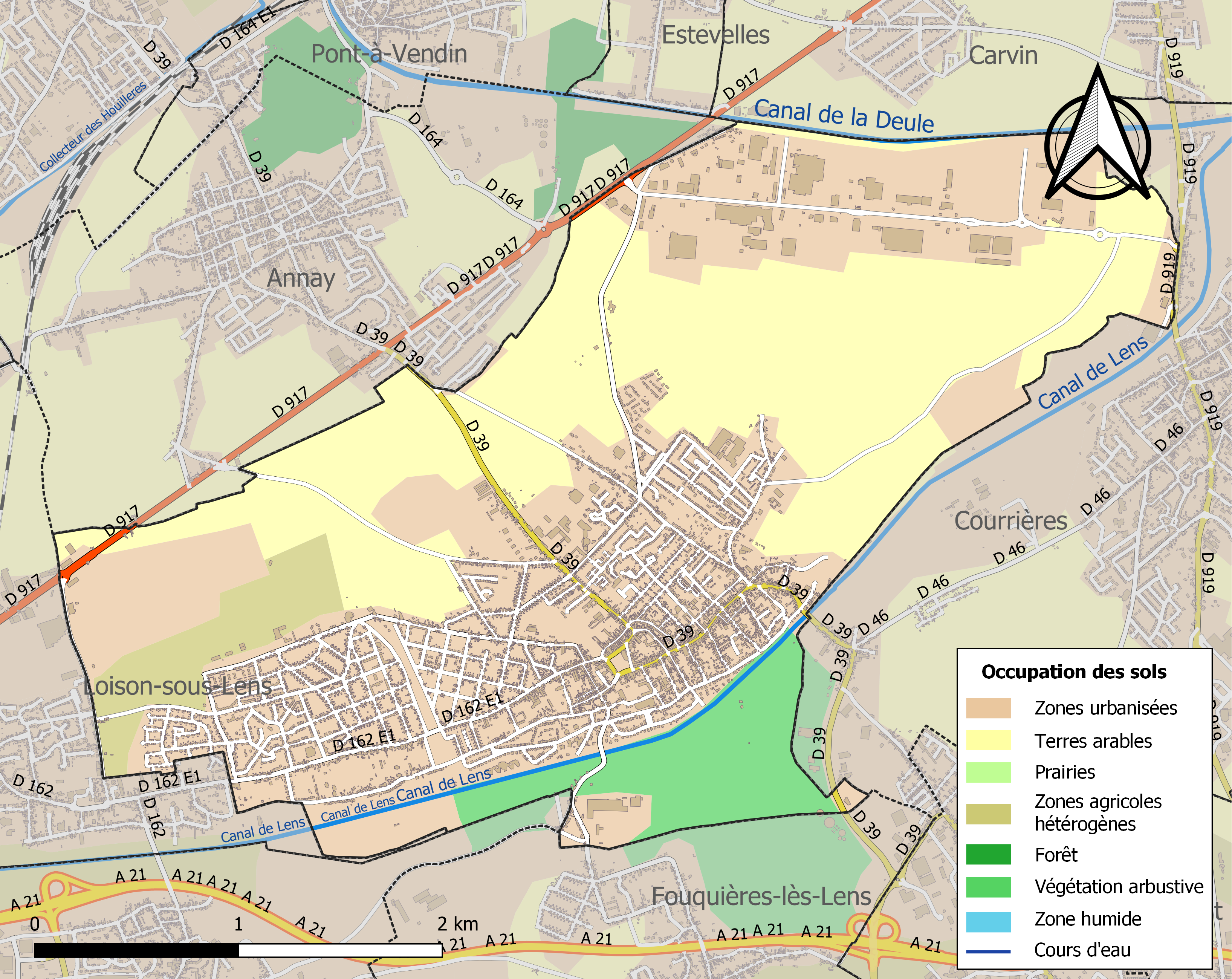
Carte des infrastructures et de l'occupation des sols de la commune en 2018 (CLC).

L'occupation des sols de la commune, telle qu'elle ressort de la base de données européenne d’occupation biophysique des sols Corine Land Cover (CLC), est marquée par l'importance des territoires artificialisés (53,8 % en 2018), en augmentation par rapport à 1990 (50,7 %).
La répartition détaillée en 2018 est la suivante : terres arables (35,6 %), zones urbanisées (34,7 %), zones industrielles ou commerciales et réseaux de communication (17,7 %), milieux à végétation arbustive et/ou herbacée (6,5 %), zones agricoles hétérogènes (4,2 %), mines, décharges et chantiers (1,4 %).
L'évolution de l’occupation des sols de la commune et de ses infrastructures peut être observée sur les différentes représentations cartographiques du territoire : la carte de Cassini (XVIIIe siècle), la carte d'état-major (1820-1866) et les cartes ou photos aériennes de l'IGN pour la période actuelle (1950 à aujourd'hui).

### Habitat et logement
En 2021, le nombre total de logements dans la commune était de 5 724, alors qu'il était de 5 536 en 2016 et de 5 455 en 2011.
Parmi ces logements, 92,6 % étaient des résidences principales, 0,2 % des résidences secondaires et 7,2 % des logements vacants. Ces logements étaient pour 84,8 % d'entre eux des maisons individuelles et pour 15 % des appartements.
Le tableau ci-dessous présente la typologie des logements à Harnes en 2021 en comparaison avec celle du Pas-de-Calais et de la France entière. Une caractéristique marquante du parc de logements est ainsi la faible proportion des résidences secondaires et logements occasionnels (0,2 %) par rapport au département (6,5 %) et à la France entière (9,7 %).
| Typologie                                               | Harnes | Pas-de-Calais | France entière |
| ------------------------------------------------------- | ------ | ------------- | -------------- |
| Résidences principales (en %)                           | 92,6   | 86,1          | 82,2           |
| Résidences secondaires et logements occasionnels (en %) | 0,2    | 6,5           | 9,7            |
| Logements vacants (en %)                                | 7,2    | 7,3           | 8,1            |

La commune respecte les obligations qui lui sont faites par l'article 55 de la loi SRU de disposer d'au moins 20 % de son parc de résidences principales constitué de logements sociaux.

### Voies de communication et transports
Les transports en commun sont assurés par Tadao, avec les lignes suivantes :
- B5 : BHNS reliant Libercourt à Lens ;
- 27 : relie Pont-à-Vendin à Hénin-Beaumont ;
- 33 : relie Vendin-le-Vieil à Libercourt.

Ces lignes desservent les quartiers du Grand Moulin, des Sources ainsi que celui de la Gaillette,,,.

## Toponymie
Le nom de la localité est attesté sous les formes Harnæ en 966, Harnes en 972, Arnes , Harnie en 1210,
Harnnes en 1287, Harmesau au XIIIe siècle.
Le nom de la ville en flamand est Harne.

## Histoire

### Époque moderne
En 1526, Charles-Quint, après la défaite de Pavie, contraint François Ier à renoncer à sa suzeraineté sur la Flandre et sur l'Artois.
Au début du XVIIe siècle, en 1608, la seigneurie d'Harnes est détenue par Marcus Stappens, époux d'Anne de Zinneghem. Elle va rester dans cette famille, qui détient par ailleurs plusieurs fiefs dans la châtellenie de Bourbourg en passant de père en fils : Jean Stappens, époux de Marie van Alloeu, fils des précédents en 1660, François Adrien Stappens, fils de Jean en 1669. François Adrien de Stappens  épouse Anne Barbe Van de Woestyne. Le couple a un fils Ignace Adrien de Stappens (1691-1730), écuyer, seigneur du Fléchinel (Fléchinelle sur la commune d'Enquin-les-Mines?), du Mont, du Doncq. Il nait à Bruges en février 1691 (baptisé le 8 février 1691), achète la bourgeoisie de Lille le 5 avril 1726. Mort le 18 juillet 1730, il est inhumé à Lille.

### Époque contemporaine
La ville de Harnes, située dans le Bassin minier du Nord-Pas-de-Calais se trouve entièrement sur la concession de la Compagnie des mines de Courrières.

#### Fosseno9 - 17 des mines de Courrières

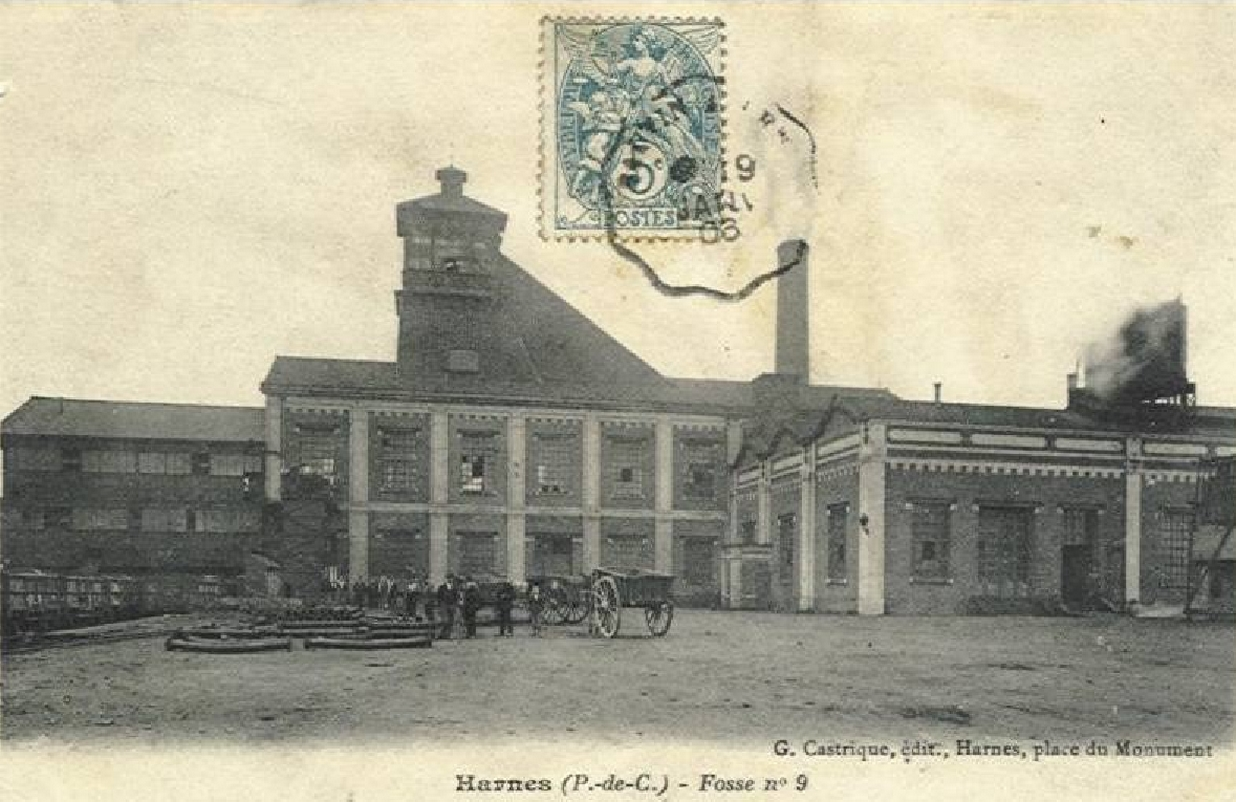
Fosse 9 d'Harnes en 1910.

Sur la commune de Harnes à proximité de Fouquières-lès-Lens, le puits 9 est creusé de 1891 à 1896. Le fonçage débute comme les autres puits mais ce n'est pas l'eau abondante qui pose des difficultés mais le terrain qui se désagrège. On décide de foncer par congélation des sols. Le houiller est atteint à 133 m. Le puits 17 date de 1909.
À la nationalisation, elle devient la première concentration des charbons gras de Courrières du fait de sa position centrale dans le groupe mais aussi par son exploitation de faible profondeur (357 m). En avril 1949, le 17 s'arrête pour moderniser son chevalement. Le bâtiment d'extraction ainsi que la machine sont démontés. Le nouveau chevalement ainsi que la machine d'extraction proviennent de la fosse 2 de Billy-Montigny. De l'ancienne à la nouvelle machine on passe de 430 CV à 2 400 CV.
Le puits 17 reprend du service en 1951 équipé de deux skips d'une capacité de 7,5 tonnes. Le faux carré du chevalement est étanche pour permettre le retour d'air. En décembre 1951, c'est le 9 qui s'arrête pour moderniser la recette et aménager les cages pour accueillir des berlines de 800 litres au lieu de 600 litres. En janvier 1952, le nouveau siège est opérationnel, ce qui permet la concentration de la fosse 23 sur le 9/17. Mais le 9/17 est concentré sur la fosse 21/22 de Harnes en 1967 et s'arrête d'extraire en 1968. Le puits 9, profond de 507 m, et le 17, profond de 635 m, sont remblayés en 1970. Les chevalements sont abattus en 1973. De nombreux bâtiments sont encore visibles sur place notamment la salle de paye, la conciergerie, la lampisterie, les bains-douches, les bureaux.

#### Fosseno21- 22 des mines de Courrières
Le puits no 21 est ouvert le 1er janvier 1913 et il est prêt à fonctionner en 1914. C'est cette année que commencent les travaux du puits no 22.
À la fosse sont adjoints les lavoirs et la cokerie. Les installations sont à la veille d'être mises en service lorsque la Première Guerre mondiale éclate. Il n'en restera qu'un tas de ruine en 1918.

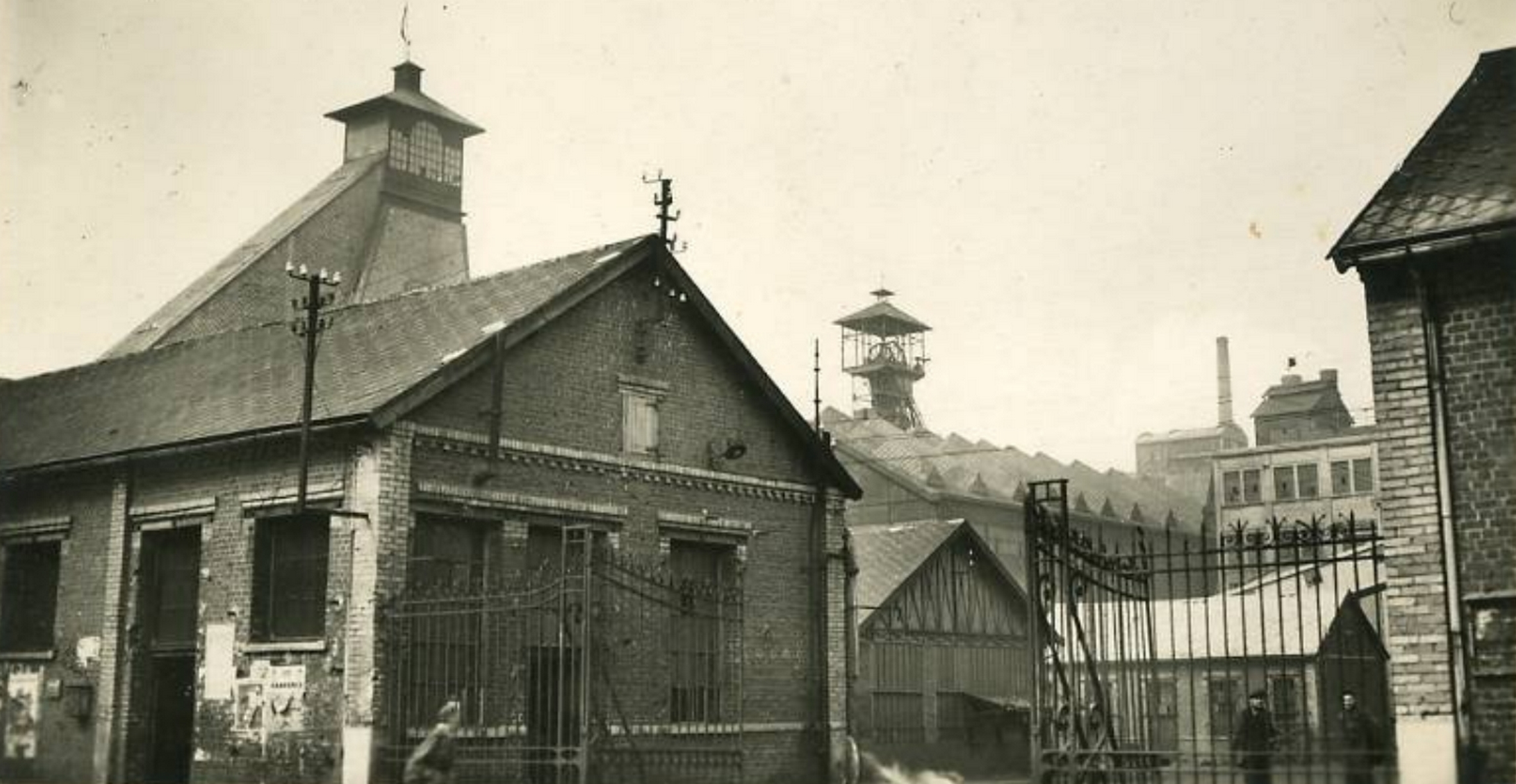
La fosse no 21 - 22.

La Fosse 21/22 d'Harnes sera un important site d'extraction et de traitement de la houille exploité par la Compagnie des mines de Courrières, puis les Houillères du bassin du Nord-Pas-de-Calais (HBNPC-Groupe d'Hénin-Liétard). Sur le site figureront les deux puits, deux lavoirs à charbon, la cokerie, l'usine Courrières-Kühlmann. Le charbon extrait par les puits 21/22 et les fosses à proximité est traité dans les lavoirs en fonction de la qualité, il peut être ensuite commercialisé ou transformé en coke. Les sous-produits issus de la carbonisation sont envoyés dans l'usine chimique. En 1952, le puits no 21 subit une modernisation afin de pouvoir fonctionner avec des berlines de 3 000 litres. Le puits no 22 est modernisé l'année suivante. Les puits 21 et 22, respectivement profonds de 546 et 571 m, sont remblayés en 1977. Le chevalement du puits no 21 est démoli en 1979, celui du puits no 22 l'année suivante. Subsistent sur le carreau, l'ancienne loge du concierge, la salle de paiement, les bureaux et garages, les deux châteaux d'eau, ce sont les derniers de la Compagnie des mines de Courrières encore visibles. Sur le site de la cokerie, seuls la grille d'entrée et les bureaux sont encore visibles. L'usine chimique Courrières-Kuhlmann deviendra dans les années 1980 Noroxo. Cette usine a fermé en 2004 et sera démolie totalement entre 2009 et 2011.
Un élément phare de l'exploitation charbonnière subsiste encore à Harnes, le terril conique de la Fosse 21. Le terril domine les cités minières : des corons aux cités-jardins, on dénombre dans la région 700 types d'habitats ouvriers.

#### Première Guerre mondiale
Le bourg, considéré comme détruit à la fin de la guerre, est décoré de la croix de guerre 1914-1918 le 1er mars 1921, distinction également attribuée à 276 autres communes du Pas-de-Calais,.

#### Années 1920
La commune de Harnes a accueilli, comme de nombreux autres du reste du bassin minier régional, des mineurs et leurs familles venus dans le cadre de l'immigration polonaise dans le Nord de la France dans les années 1920.

#### Seconde Guerre mondiale
La ville est occupée par l'Allemagne nazie pendant la Seconde Guerre mondiale. C'est alors qu'apparait en janvier 1941, l'organisation clandestine Aigle Blanc qui va rejoindre l'Organisation polonaise de lutte pour l'indépendance, mouvement de résistance polonais.
C'est dans la commune proche de Montigny-en-Gohelle, dans le Pas-de-Calais, à la fosse 7 de la Compagnie des mines de Dourges, que la grève patriotique des cent mille mineurs du Nord-Pas-de-Calais en mai-juin 1941 démarre, avec Émilienne Mopty (1907-1943) et Michel Brulé (1912-1942), privant les Allemands de 93 000 tonnes de charbon pendant près de 2 semaines. C'est l'un des premiers actes de résistance collective à l'occupation nazie en France et le plus important en nombre, qui se solda par 414 arrestations en trois vagues, la déportation de 270 personnes, 130 mineurs étant par ailleurs fusillés à la citadelle d'Arras. Si la capitale française est rapidement libérée, la fin de la présence de l’armée allemande commencée le 31 août 1944 ne se terminera à Dunkerque que le 9 mai 1945. Après-guerre, la commune est aussi au centre de trois événements nationaux, la bataille de la production (1945-1947), suivie des grève des mineurs de 1947 et celles de 1948.
C'est également à Harnes et après avoir participé à la Libération de Paris,,, qu'est mort le ministre des finances Aimé Lepercq en revenant de Lille , Lens puis Rouen en voiture à destination de Paris en loupant un virage sur le dit "Pont maudit" enjambeant la Deule rejoignant Estevelles le 9 novembre 1944,,.

## Politique et administration

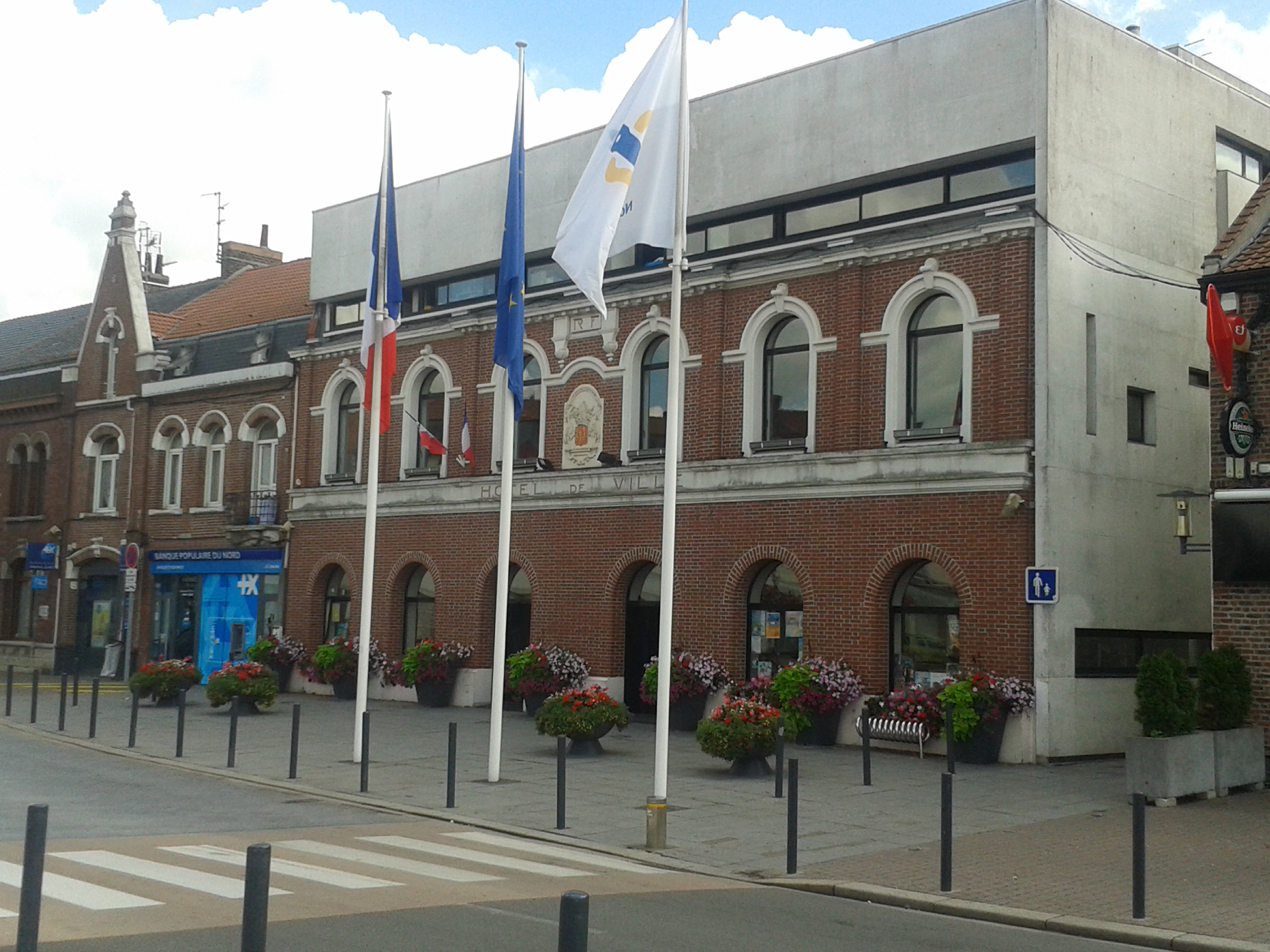
La mairie sur la Grand-Place.

### Rattachements administratifs et électoraux

#### Rattachements administratifs
La commune se trouve depuis 1962 dans l'arrondissement de Lens du département du Pas-de-Calais.
Elle faisait partie de 1793 à 1904 du canton de Lens, année où celui-ci est scindé et Harnes rattaché au canton de Lens-Est. En 1962, la commune est intégrée au canton de Lens-Nord-Est, puis devient en 1973 le chef-lieu du canton d'Harnes. Dans le cadre du redécoupage cantonal de 2014 en France, cette circonscription administrative territoriale a disparu, et le canton n'est plus qu'une circonscription électorale.

#### Rattachements électoraux
Pour les élections départementales, la commune est  depuis 2014 le bureau centralisateur d'un nouveau canton d'Harnes porté de trois à six communes.
Pour l'élection des députés, elle fait partie de la quatrième circonscription de l'Oise.

### Intercommunalité
Harnes est membre de la communauté d'agglomération de Lens-Liévin, dite Communaupole, un établissement public de coopération intercommunale (EPCI) à fiscalité propre créé en 2000 et auquel la commune a transféré un certain nombre de ses compétences, dans les conditions déterminées par le code général des collectivités territoriales. Cette communauté d'agglomération regroupe 36 communes et totalise 242 587 habitants en 2021.

### Élections municipales et communautaires
Au second tour des élections municipales de 2014 dans le Pas-de-Calais, la liste PS-PRG menée par le maire sortant Philippe Duquesnoy obtient la majorité des suffrages exprimés, avec  2 631 voix (46,43 %, 25 conseillers municipaux élus dont 3 communautaires), devançant largement celles menées respectivement par :
- Yvan Druon (PCF, 1 850 voix, 32,65 %, 5 conseillers municipaux élus dont 1 communautaire) ;
- Anthony Garenaux (FN, 1 185 voix, 20,91 %, 3 conseillers municipaux élus).

Lors de ce scrutin, 34,98 % des électeurs se sont abstenus.
Au premier tour des élections municipales de 2020 dans le Pas-de-Calais, la liste PS menée par le maire sortant Philippe Duquesnoy obtient la majorité absolue des suffrages exprimés, avec 1 852 voix (52,40 %, 27 conseillers municipaux élus dont 4 communautaires), devançant très largement celles menées respectivement par, :
- Anthony Garénaux (RN[49], 869 voix 24,58 %, 5 conseillers municipaux élus) ;
- Jean-Marie Fontaine (DVG, 541 voix, 15,30 %, 1 conseiller municipal élu) ;
- Dominique Huber-Dupont (SE, 181 voix, 5,12 %, pas d'élus) ;
- Myriam Golec-Wright (SE, 91 voix, 2,57 %, pas d'élus).

Lors de ce scrutin marqué par la pandémie de Covid-19 en France, 58,32 % des électeurs se sont abstenus.

#### Liste des maires
| Période                                  | Période                       | Identité                         | Étiquette                   | Qualité |
| ---------------------------------------- | ----------------------------- | -------------------------------- | --------------------------- | --- |
| Les données manquantes sont à compléter. |                               |                                  |                             | |
| 1790                                     | 1791                          | Jean-Baptiste Rohart             |                             | |
| 1791                                     | 1798                          | Louis-Valentin Leclercq          |                             | |
| 1798                                     | 1803                          | Louis-Joseph (dit Frémi) Masclef |                             | |
| 1803                                     | 1804                          | André Bauduin                    |                             | |
| 1804                                     | 1808                          | Charles-Louis Cuvilliez          |                             | |
| 1808                                     | 1814                          | André Bauduin                    |                             | |
| 1814                                     | 1816                          | M. Delecourt                     |                             | |
| 1816                                     | 1817                          | Romain-Nicolas Helin             |                             | |
| 1817                                     | 1831                          | Jean-Modeste Helin               |                             | |
| 1831                                     | 1833                          | Albert Demarquette               |                             | |
| 1833                                     | 1835                          | Charles-Louis Cuvilliez          |                             | |
| 1835                                     | 1840                          | Charles Lhoste                   |                             | |
| 1840                                     | 1848                          | François-Louis Deprez            |                             | |
| 1848                                     | 1852                          | Jean-Albert Demarquette          |                             | |
| 1852                                     | 1865                          | Jean-Modeste Helin               |                             | |
| 1865                                     | 1871                          | François-Louis Déprez            |                             | |
| 1872                                     | 1874                          | Alexandre Theilliez              |                             | |
| 1874                                     | 1876                          | Jules-César Bauduin              |                             | |
| 1876                                     | 1878                          | Albert Demarquette               |                             | |
| 1878                                     | 1881                          | Pierre-Joseph Delvallez          |                             | |
| 1881                                     | 1899                          | André Déprez,                    | Républicain (Centre gauche) | Notaire Canton de Lens (1877 → 1900), Vice-Président du Conseil général du Pas-de-Calais, Député du Pas-de-Calais (1881 → 1885 et 1889 → 1891) Sénateur du Pas-de-Calais (1891 → 1900) Chevalier de la Légion d'honneur. |
| 1899                                     | 1912                          | Anatole Bailliez                 |                             | |
| 1912                                     | 1914                          | Charles Choquet                  |                             | |
| 1914                                     | 1917                          | Modeste Virel                    |                             | 1er adjoint faisant office de maire pendant l'occupation allemande |
| 1919                                     | 1929                          | Charles Choquet                  |                             | |
| 1929                                     | juin 1939                     | Adolphe Mangematin               | PCF                         | Mineur, syndicaliste CGTU Délégué mineur suppléant à la fosse 9 Croix de guerre 1914-1918 Mort en fonction |
| août 1939                                | octobre 1939                  | Henri Delattre                   | PCF                         | Mineur Municipalité suspendue par le Gouvernement Daladier à la suite de la signature du Pacte germano-soviétique |
| octobre 1939                             |                               | Alfred Duchenne                  |                             | Négociant Nommé président de la délégation spéciale en 1939 puis nommé maire par le Régime de Vichy en mai 1941 |
| 1944                                     | 1959                          | Henri Delattre                   | PCF                         | Mineur |
| 1959                                     | 1965                          | Jean Laville                     |                             | Médecin Croix de guerre 1939-1945 |
| mars 1965                                | mars 1972                     | Francis Rainguez                 | PCF                         | Délégué de surface Conseiller général de Lens-Nord-Est (1970 → 1972) |
| avril 1972                               | mars 1991                     | André Bigotte,                   | PCF                         | Ancien mineur Conseiller général d'Harnes (1973 → 1995) Mort en fonction |
| 1991                                     | mars 2008                     | Yvan Druon,                      | PCF                         | Instituteur, ancien permanent des CEMEA Conseiller général d'Harnes (1995 → 2015) |
| mars 2008                                | En cours (au 17 janvier 2025) | Philippe Duquesnoy               | PS                          | Ancien ouvrier Vice-président de la CA de Lens-Liévin (2014 → ) Conseiller général d'Harnes (2021 → ) Réélu pour le mandat 2020-2026,                                                                                    |

### Jumelages
La commune est jumelée avec :
| Ville | Ville              | Pays | Pays        | Période     |
| ----- | ------------------ | ---- | ----------- | ----------- |
|       | Chrzanów           |      | Pologne     | depuis 1981 |
|       | Falkenstein/Vogtl. |      | Allemagne   | depuis 1966 |
|       | Loanhead           |      | Royaume-Uni | depuis 1996 |
|       | Putignano          |      | Italie      | depuis 2002 |
|       | Vendres            |      | France      |             |

Par ailleurs, la commune a signé un contrat de coopération avec  Kabouda (Burkina Faso) en 2006.

## Équipements et services publics

### Enseignement
La commune est située dans l'académie de Lille et dépend, pour les vacances scolaires, de la zone B.
En 2020, la commune administre dix établissements scolaires : quatre écoles maternelles, quatre écoles élémentaires et une école primaire, et le département gère un collège.

### Culture
- La médiathèque "La Source"
- L'école de musique municipale
- Le cinéma Jacques-Prévert. Le Centre Culturel "Jacques-Prévert" est devenu "Cinéma" depuis décembre 2023 pour recentrer son programme culturel sur la projection cinématographique (et dérivés) qui représente près de 90 % du programme.

## Population et société

### Démographie
Les habitants de la commune sont appelés les Harnésiens.

#### Évolution démographique
L'évolution du nombre d'habitants est connue à travers les recensements de la population effectués dans la commune depuis 1793. Pour les communes de plus de 10 000 habitants les recensements ont lieu chaque année à la suite d'une enquête par sondage auprès d'un échantillon d'adresses représentant 8 % de leurs logements, contrairement aux autres communes qui ont un recensement réel tous les cinq ans,.

En 2022, la commune comptait 12 264 habitants, en évolution de −2,08 % par rapport à 2016 (Pas-de-Calais : −0,72 %, France hors Mayotte : +2,11 %).
| 1793  | 1800  | 1806  | 1821  | 1831  | 1836  | 1841  | 1846  | 1851  |
| ----- | ----- | ----- | ----- | ----- | ----- | ----- | ----- | ----- |
| 1 406 | 1 646 | 1 868 | 1 824 | 2 186 | 2 052 | 2 170 | 2 150 | 2 111 |

| 1856  | 1861  | 1866  | 1872  | 1876  | 1881  | 1886  | 1891  | 1896  |
| ----- | ----- | ----- | ----- | ----- | ----- | ----- | ----- | ----- |
| 2 214 | 2 396 | 2 670 | 2 906 | 2 978 | 2 992 | 3 429 | 3 673 | 4 217 |

| 1901  | 1906  | 1911  | 1921  | 1926   | 1931   | 1936   | 1946   | 1954   |
| ----- | ----- | ----- | ----- | ------ | ------ | ------ | ------ | ------ |
| 4 671 | 4 999 | 5 631 | 5 127 | 11 089 | 12 181 | 11 072 | 12 288 | 12 991 |

| 1962   | 1968   | 1975   | 1982   | 1990   | 1999   | 2006   | 2011   | 2016   |
| ------ | ------ | ------ | ------ | ------ | ------ | ------ | ------ | ------ |
| 14 625 | 14 622 | 13 845 | 13 996 | 14 309 | 13 700 | 12 946 | 12 204 | 12 524 |

| 2021   | 2022   | - | - | - | - | - | - | - |
| ------ | ------ | - | - | - | - | - | - | - |
| 12 317 | 12 264 | - | - | - | - | - | - | - |

#### Pyramide des âges
En 2018, le taux de personnes d'un âge inférieur à 30 ans s'élève à 35,9 %, soit en dessous de la moyenne départementale (36,7 %). À l'inverse, le taux de personnes d'âge supérieur à 60 ans est de 27,2 % la même année, alors qu'il est de 24,9 % au niveau départemental.
En 2018, la commune comptait 5 815 hommes pour 6 509 femmes, soit un taux de 52,82 % de femmes, légèrement supérieur au taux départemental (51,50 %).
Les pyramides des âges de la commune et du département s'établissent comme suit.
| Hommes | Classe d’âge | Femmes |
| ------ | ------------ | ------ |
| 0,3    | 90 ou +      | 1,6    |
| 6,2    | 75-89 ans    | 11,1   |
| 16,5   | 60-74 ans    | 18,2   |
| 18,8   | 45-59 ans    | 19,0   |
| 18,9   | 30-44 ans    | 17,2   |
| 18,3   | 15-29 ans    | 16,1   |
| 20,9   | 0-14 ans     | 16,8   |

| Hommes | Classe d’âge | Femmes |
| ------ | ------------ | ------ |
| 0,5    | 90 ou +      | 1,6    |
| 5,6    | 75-89 ans    | 8,9    |
| 16,7   | 60-74 ans    | 18,1   |
| 20,2   | 45-59 ans    | 19,2   |
| 18,9   | 30-44 ans    | 18,1   |
| 18,2   | 15-29 ans    | 16,2   |
| 19,9   | 0-14 ans     | 17,9   |

### Manifestations culturelles et festivités
La ville organise plusieurs manifestations culturelles (confer journal municipal[source insuffisante]) :
- Cinéma : ciné-goûters (tous les deux mois), cinéma de Noël des écoles (décembre) ;
- Arts de la Scène : création de cirque contemporain (février), concert de la Saint-Patrick (mars), création annuelle de la Cie Tassion (avril/mai);
- Concert de gala de l'harmonie de Harnes (juin), concert de Noël de l'Harmonie de Harnes (décembre) ;
- Jumelages : feria de Vendres (juin), Gala Day de Loanhead (juin), semaine culturelle de la polonité (octobre) ;
- Lecture publique : salon d'éveil culturel Tiot Loupiot (octobre) ;
- Patrimoine : journées européennes du patrimoine (septembre).

### Sports et loisirs
- Harmonie de Harnes
- Harnes Volley-Ball

## Économie

### Revenus de la population et fiscalité
En 2021, la commune compte 5 030 ménages fiscaux, regroupant 11 766 personnes.
Le revenu fiscal médian par ménage, le taux de pauvreté des ménages et la part des ménages fiscaux imposés de la commune, du département du Pas-de-Calais et de la métropole sont les suivants :
- le revenu fiscal médian par ménage de la commune est de 18 510 €, inférieur à celui du département du Pas-de-Calais (20 720 €) et inférieur à celui de la France métropolitaine (23 080 €)[Insee 7],[Insee 8],[Insee 9] ;
- le taux de pauvreté des ménages de la commune est de 26 %, de 18,4 % au niveau du département et de 14,9 % au niveau de la métropole[Insee 10],[Insee 11],[Insee 12] ;
- la part des ménages fiscaux imposés dans la commune est de 36 %, de 44,1 % au niveau du département et de 53,4 % au niveau de la métropole[Insee 7],[Insee 8],[Insee 9].

### Emploi
|                       | 2010   | 2015   | 2021   |
| --------------------- | ------ | ------ | ------ |
| Commune               | 20,7 % | 23,1 % | 17,1 % |
| Département           | 15,4 % | 17,7 % | 14,7 % |
| France métropolitaine | 11,6 % | 13,7 % | 11,7 % |

En 2021, la population âgée de 15 à 64 ans s'élève à 7 528 personnes, parmi lesquelles on compte 68,1 % d'actifs (56,5 % ayant un emploi et 11,7 % de chômeurs) et 31,9 % d'inactifs,. En 2021, le taux de chômage communal (au sens du recensement) des 15-64 ans est supérieur à celui du département et supérieur à celui de la France métropolitaine.
La commune fait partie du pôle principal de l'aire d'attraction de Lens - Liévin,. Elle compte 3 940 emplois en 2021, contre 3 760 en 2015 et 3 959 en 2010. Le nombre d'actifs ayant un emploi résidant dans la commune est de 4 306, soit un indicateur de concentration d'emploi de 91,5 et un taux d'activité parmi les 15 ans ou plus de 52,2 %.
Sur ces 4 306 actifs de 15 ans ou plus ayant un emploi, 829 travaillent dans la commune, soit 19 % des habitants. Pour se rendre au travail, 87,5 % des habitants utilisent une voiture, un camion ou une fourgonnette, 3,7 % les transports en commun, 5,9 % s'y rendent en deux-roues, à vélo ou à pied et 2,8 % n'ont pas besoin de transport (travail au domicile).

### Entreprises et commerces

#### Agriculture
La commune est dans l'« Artois », une petite région agricole dans le département du Pas-de-Calais. En 2020, l'orientation technico-économique de l'agriculture  sur la commune est l'exploitation de grandes cultures (hors céréales et oléo-protéagineux). 
|               | 1988 | 2000 | 2010 | 2020 |
| ------------- | ---- | ---- | ---- | ---- |
| Exploitations | 11   | 7    | 4    | 4    |
| SAU (ha)      | 428  | 539  | 483  | 470  |

Le nombre d'exploitations agricoles en activité et ayant leur siège dans la commune est passé de 11 lors du recensement agricole de 1988  à 7 en 2000 puis à 4 en 2010 et enfin à 4 en 2020, soit une baisse de 64 %. La surface agricole utilisée sur la commune a quant à elle augmenté, passant de 428 ha en 1988 à 470 ha en 2020. Parallèlement la surface agricole utilisée moyenne par exploitation a augmenté, passant de 39 à 118 ha,.

#### Activités hors agriculture
538 établissements marchands non agricoles sont économiquement actifs en 2022 à Harnes,,.
| Secteur d'activité                                                                                        | Commune | Commune | Département |
| Secteur d'activité                                                                                        | Nombre  | %       | %           |
| --- | ------- | ------- | ----------- |
| Ensemble                                                                                                  | 538     | 100 %   | (100 %)     |
| Industrie manufacturière, industries extractives et autres                                                | 50      | 9,3 %   | (6,8 %)     |
| Construction                                                                                              | 58      | 10,8 %  | (10,6 %)    |
| Commerce de gros et de détail, transports, hébergement et restauration                                    | 165     | 30,7 %  | (29,3 %)    |
| Information et communication                                                                              | 15      | 2,8 %   | (1,9 %)     |
| Activités financières et d'assurance                                                                      | 30      | 5,6 %   | (5,0 %)     |
| Activités immobilières                                                                                    | 12      | 2,2 %   | (4,9 %)     |
| Activités spécialisées, scientifiques et techniques et activités de services administratifs et de soutien | 61      | 11,3 %  | (14,2 %)    |
| Administration publique, enseignement, santé humaine et action sociale                                    | 88      | 16,4 %  | (16,8 %)    |
| Autres activités de services                                                                              | 59      | 11,0 %  | (10,5 %)    |

Le secteur de l'industrie manufacturière, industries extractives et autres avec 9,3 % est supérieur au département (6,8 %), et, à l'inverse, le secteur des activités spécialisées, scientifiques et techniques et activités de services administratifs et de soutien avec 11,3 % est inférieur au département (14,2 %).

## Culture locale et patrimoine

### Lieux et monuments

#### Patrimoine mondial
Depuis le 30 juin 2012, la valeur universelle et historique du bassin minier du Nord-Pas-de-Calais est reconnue et inscrite sur la liste du patrimoine mondial de l’UNESCO. Parmi les 353 sites, répartis sur 109 lieux inclus dans le périmètre du bassin minier, le site no 53 d'Harnes est constitué par la cité pavillonnaire Bellevue ancienne, l'église du Sacré-Cœur et l'école. Ces éléments ont été bâtis pour la fosse nos 21 - 22 des mines de Courrières, et le site no 51 formé par le terril no 93, 21 Nord de Courrières,.

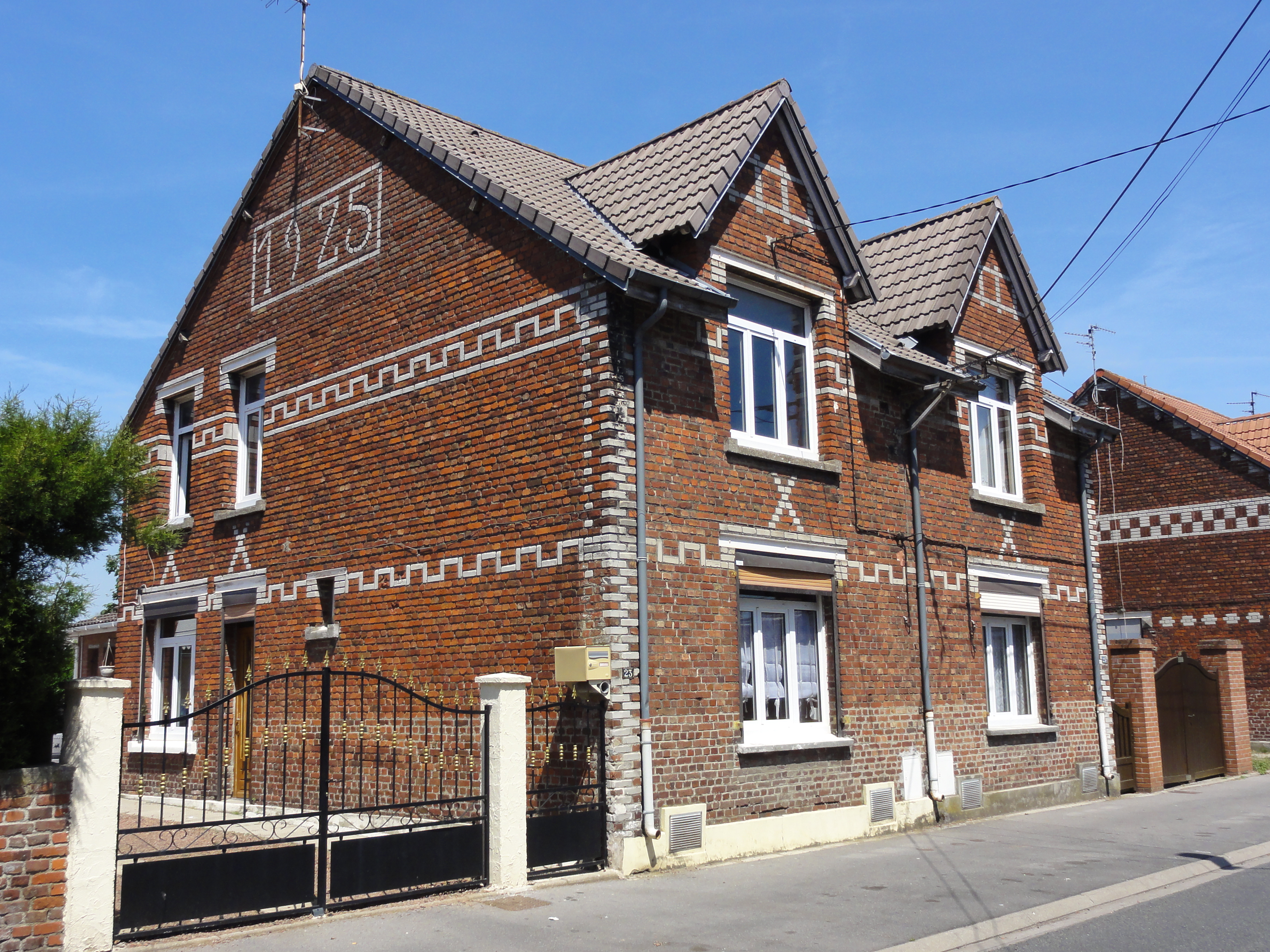
La cité Bellevue ancienne.
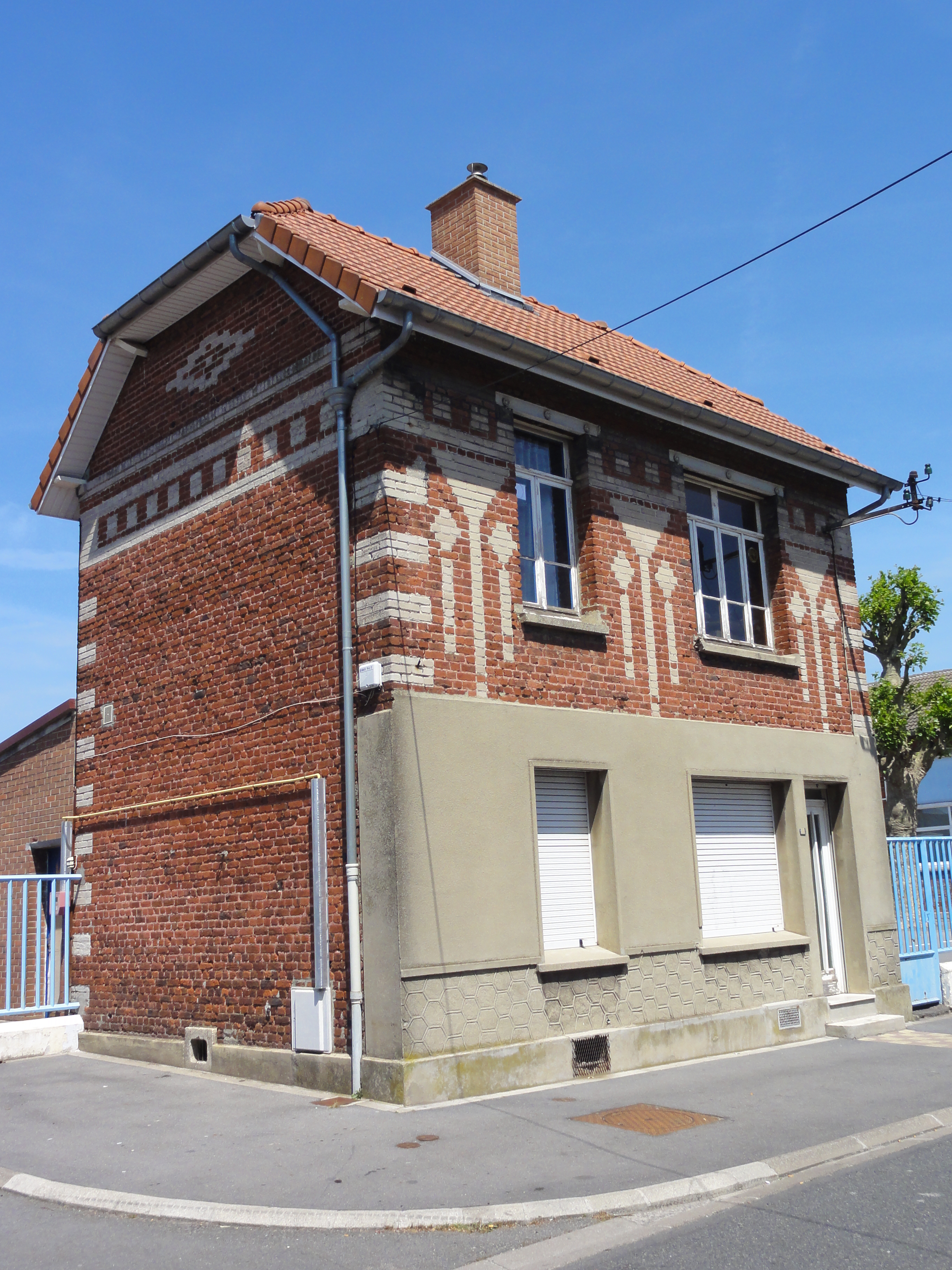
L'habitation du directeur de l'école.
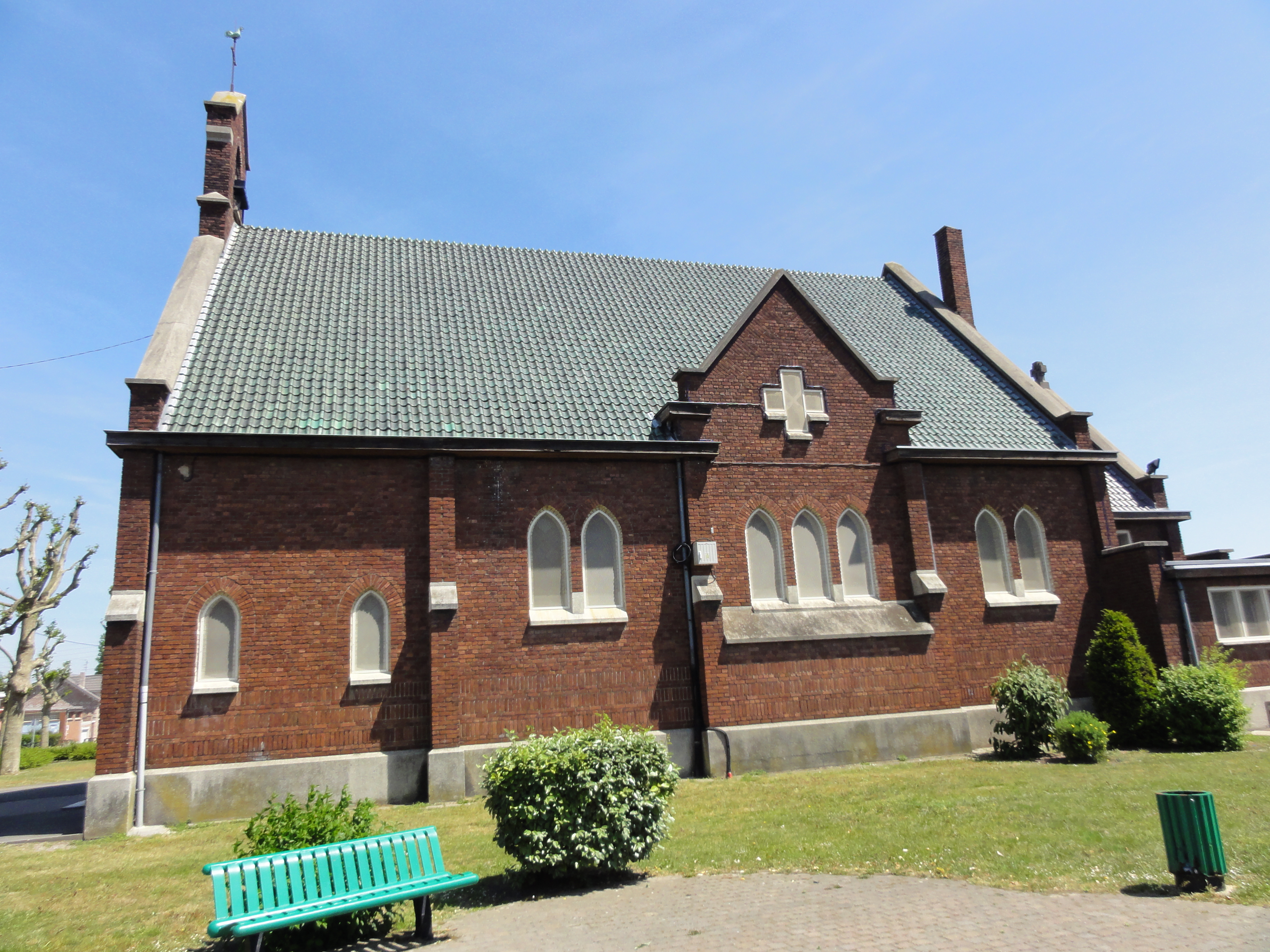
L'église du Sacré-Cœur.
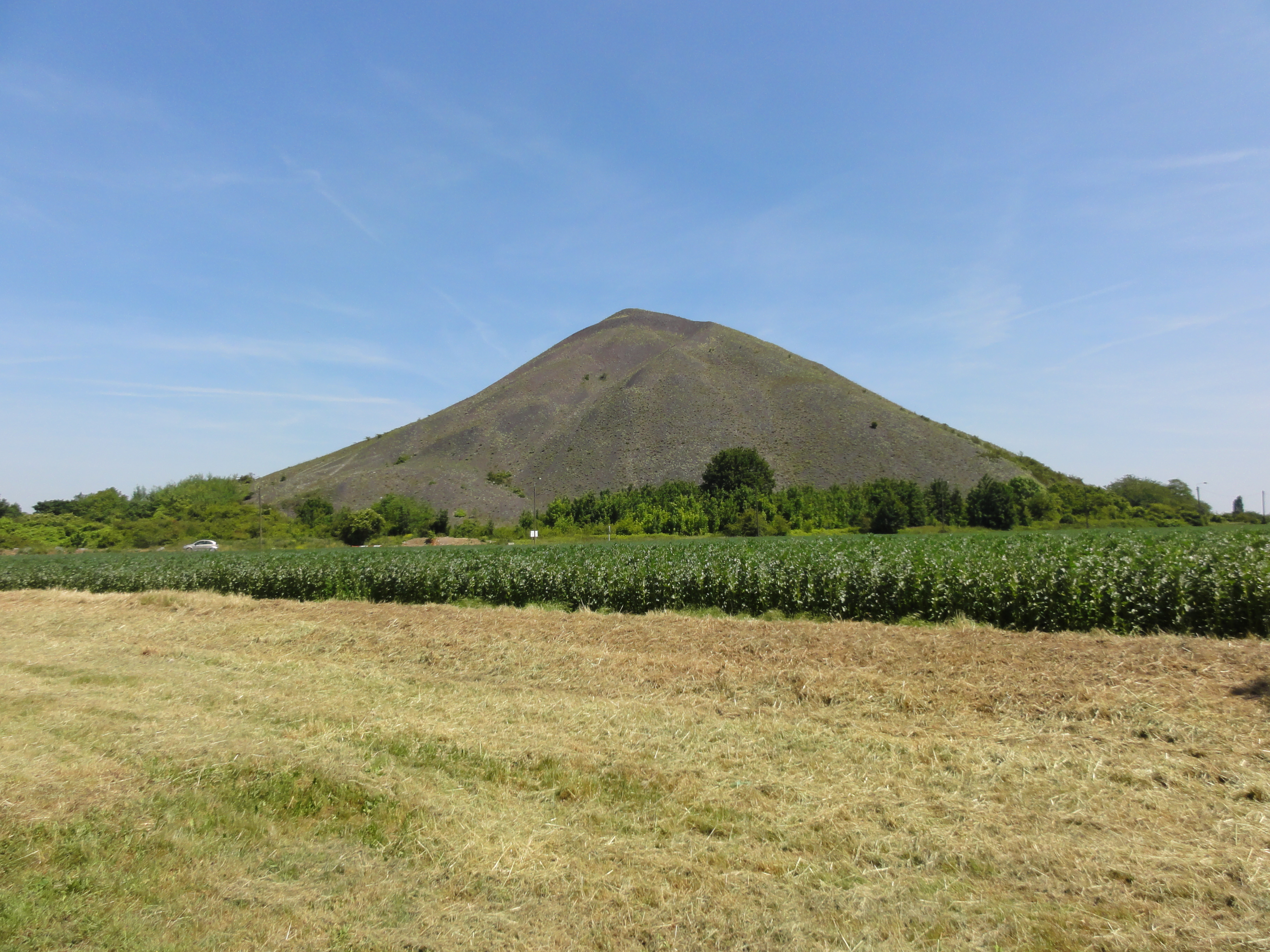
Le terril no 93.

#### Autres lieux et monuments
- L'église Saint-Martin.
- La chapelle Sainte-Anne.
- Le bois de Florimond. Au pied du terril de l'ancienne fosse no 9 Harnes - Fouquières-lès-Lens sur une superficie de 5,5 hectares la communauté d'agglomération de Lens-Liévin a réalisé un lagunage paysagé dont l'objectif est de compléter l'épuration des eaux usées sortant de la station d'épuration de Fouquières par un traitement tertiaire (élimination des germes pathogènes, traitement du  phosphore).
Cinq traitements successifs ; filtration dans les taillis de saule ; lagunage dans des bassins plantés de végétaux aquatiques (roseaux, iris, scirpes, typha) et étanchés par de l'argile ; oxygénation et exposition aux ultra violets (l'énergie nécessaire au pompage est fournie par quatre éoliennes rejetant l'eau à plus de deux mètres de hauteur) ; lagunage dans des bassins plantés de végétaux ; finition du lagunage.
La durée du parcours de l'eau est d'environ un mois avant de rejoindre le canal de Lens. Cette réalisation (1999-2004) a reçu le prix Rosa Barba à la quatrième biennale européenne du paysage de Barcelone[80].
- Le monument aux morts de Maurice Rogerol[81].
- Le carré militaire du cimetière du centre-ville.
- La fresque de la cité Bellevue, école Pasteur. Réalisée en 2010 par les jeunes du C.A.J. de Harnes avec le concours du collectif Mercurocrom. Financée par la ville de Harnes, l'Agence pour la Cohésion Sociale et l’Égalité des chances et la C.A.F. Plusieurs visuels de cette fresque ont été repris dans la vidéo officielle de candidature du bassin-minier du Nord-Pas-de-Calais au Patrimoine Mondial de l'Unesco au titre de paysage culturel et vivant ainsi que par l'Office de Tourisme de Lens-Liévin.
- La fresque de la façade ouest de la salle des Fêtes.
- Les Musées : 
  - Le musée de l'école et de la mine de Harnes, rue de Montceau. Le musée de l’école et de la Mine, fondé en 1984, rend hommage à la condition de nos « gueules noires » comme au milieu scolaire du début du XIIe siècle. Pour cultiver les valeurs de courage, de lutte ouvrière chères à ces travailleurs, la reconstitution des galeries, les salles d’exposition retracent la vie de mineur, au coron et à la fosse. Les visites sont placées sous la conduite d’une équipe d’animateurs bénévoles, tous ayant bien grandi dans l’ère du charbon. Le récit des hommes du fond, les vestiges des fosses 9/17 et 21/22 de Harnes, l’estaminet, la cuisine, la salle de télégrisoumétrie. Bref, c’est une exploration entière qui retranscrit l’histoire de la mine. La visite de la salle d’école, avec l’exercice de la dictée à la clé, est tout aussi éducative et chargée de souvenirs. La salle de matériel didactique jouxtant la classe illustre la même période et l’enseignement de l’année 1900. L’exposition de matériel et de documents pédagogiques rappelle aux visiteurs l’école d’antan.
  - Le musée d'histoire et d'archéologie de Harnes, rue de Picardie
En 1969, la municipalité achète la propriété de l’ancien maire, député et sénateur André Deprez, mort en 1900. En 1971, l’immeuble est mis à la disposition de l’« association des amis du vieil Harnes » par le maire, monsieur Rainguez. Il s’agit de valoriser les collections à caractère militaire, rassemblées depuis 1919 par les anciens combattants et de présenter les vestiges archéologiques qui apparaissent sur les terrains de la zone industrielle en plein développement. Le musée inaugure le 11 novembre 1972 ses deux premières salles. Au fil des années, il va se développer grâce à l’aide de la municipalité et au dévouement tenace d’un groupe de bénévoles. On peut actuellement visiter des salles de la guerre 1914-1918 et de la guerre 1939-1945, une salle sur la Résistance et une sur la Déportation, et trois salles d’archéologie locale. À partir de documents originaux recueillis auprès des Harnésiens, c’est l’impact local des grands évènements du XXe siècle qui a été évoqué et mis en valeur.
- Le grand Moulin d'Harnes situé sur le carrefour giratoire de la rue du 11 novembre et la rue des Fusillés dans le quartier portant son nom.

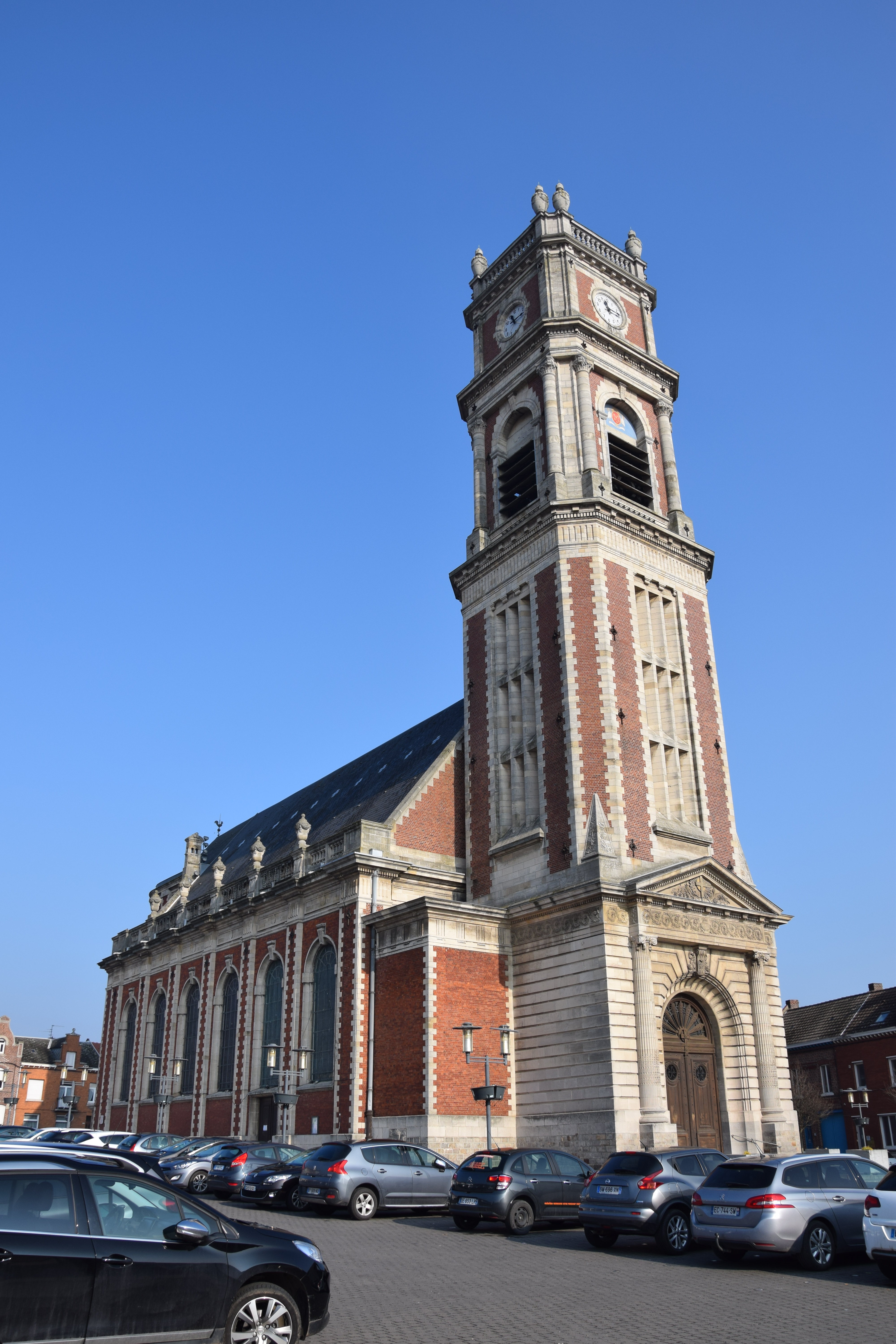
L'église Saint-Martin.
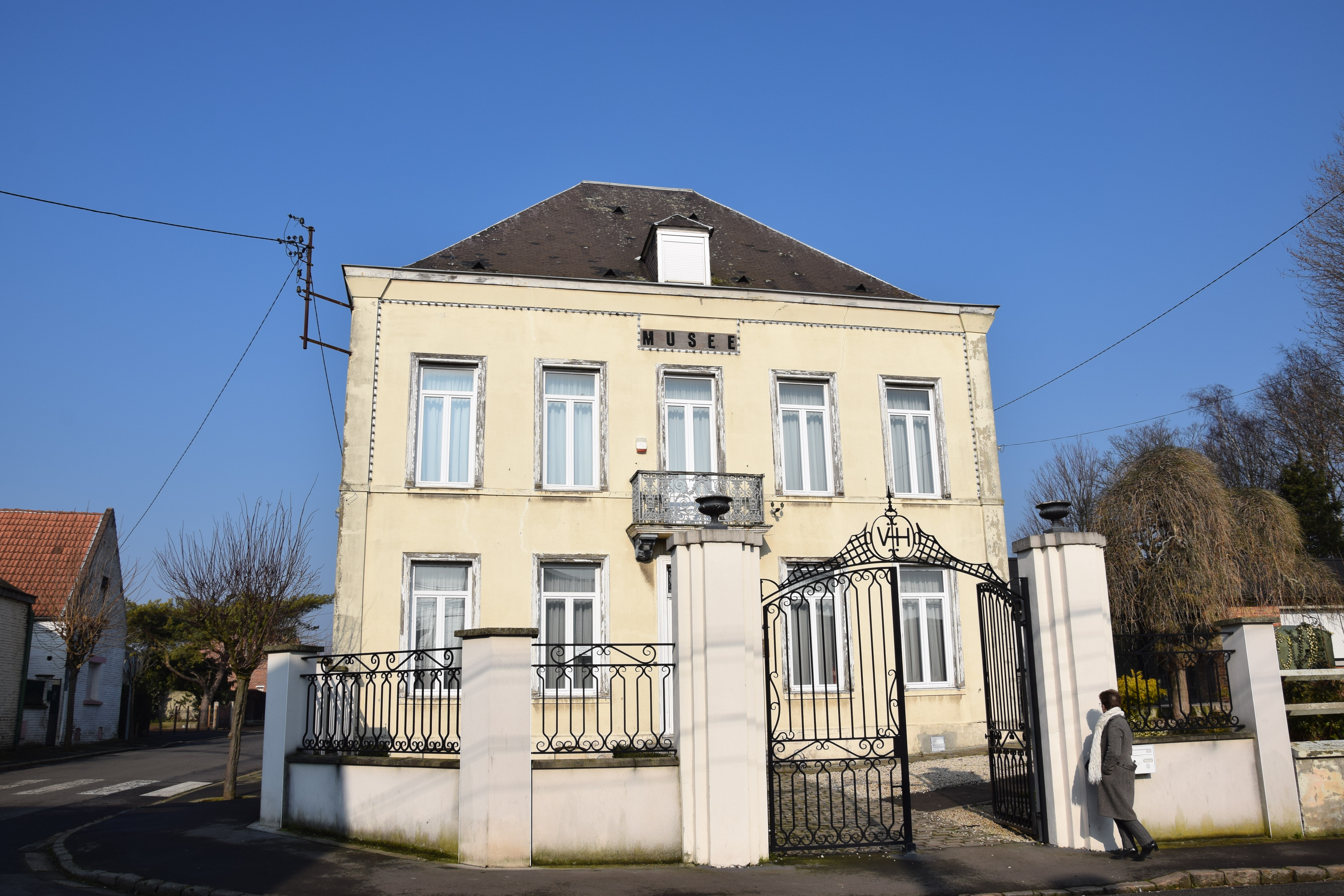
Le musée d'histoire et d'archéologie.
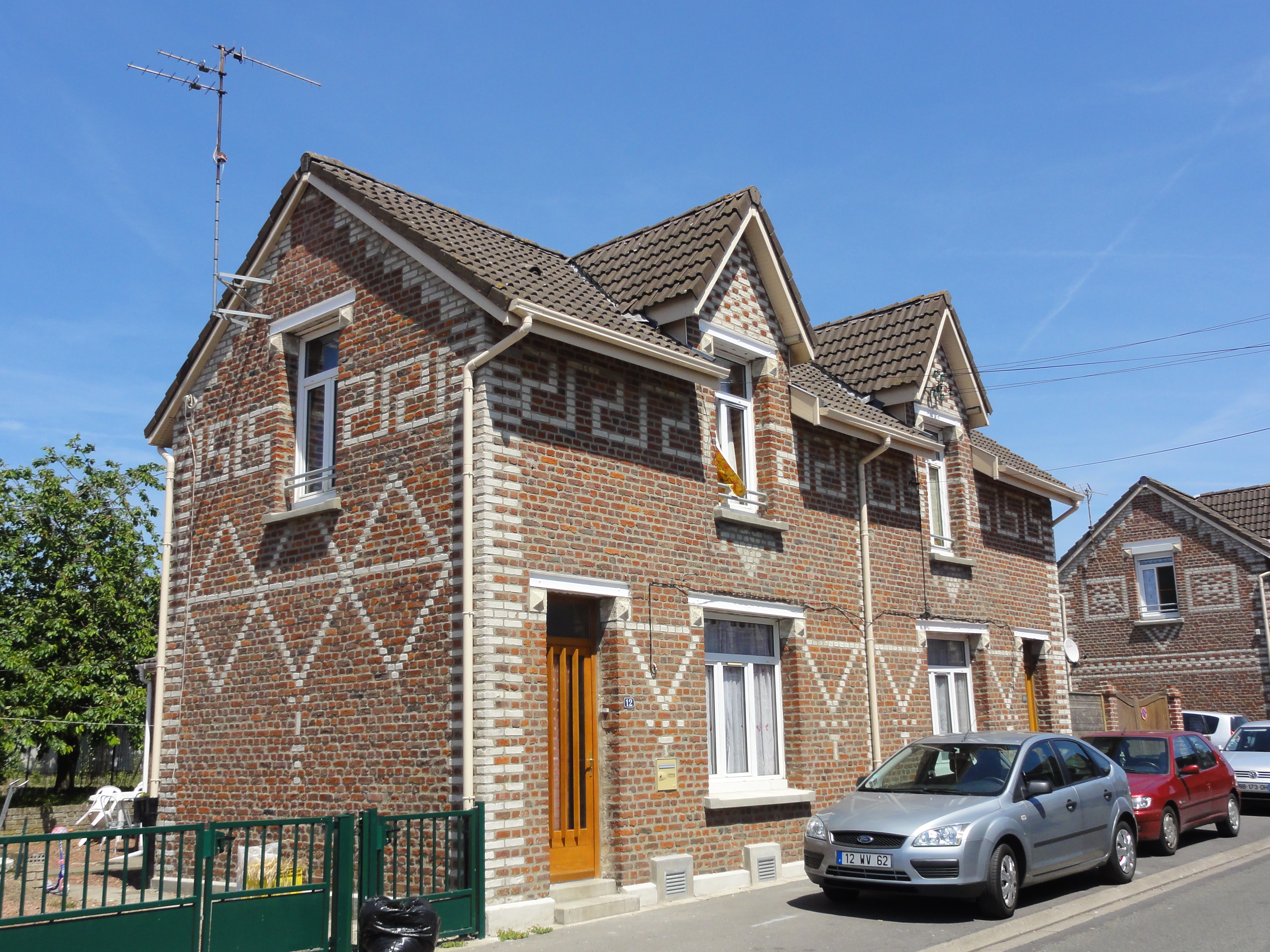
les cités de la fosse no 21.
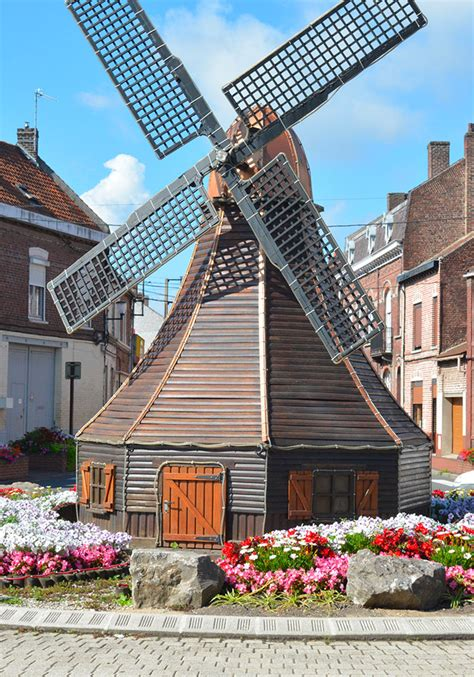
Le grand Moulin d'Harnes.

- Le parc des Berges de la Souchez.
- Le musée d'histoire et d'archéologie de Harnes.
- Le musée de l'école et de la mine de Harnes.
- Le cavalier du tronçon Estevelles - Harnes.
- Le terril 93, dit terril du Fort Louis.
- La cité Bellevue ancienne, classée quartier prioritaire avec 2 462 habitants en 2020[82].
- L'église du Sacré-Cœur de la cité Bellevue Ancienne, dite église Polonaise ou église du 21.

### Géants de processions et de cortèges
La commune dispose de deux géants :
- Ch'crinquillé.
- Yacinthe Courtecuisse.

### Personnalités liées à la commune
- Émilienne Mopty (1907-1943), née Émilienne Marie Wantiez, résistante communiste née à Harnes et décapitée le 18 janvier 1943 à Cologne.

### Héraldique
| Blason de Harnes | Blason  | De gueules à trois clefs d’or.                   |
| Blason de Harnes | Détails | Le statut officiel du blason reste à déterminer. |

## Pour approfondir

#### Bases de données, dictionnaires et encyclopédies
- Ressources relatives à la géographie :   - Insee (communes)
  - Ldh/EHESS/Cassini
- Ressource relative à plusieurs domaines :   - Annuaire du service public français
- Notice dans un dictionnaire ou une encyclopédie généraliste :   - Gran Enciclopèdia Catalana
- Notices d'autorité :   - VIAF
  - BnF (données)
  - LCCN
  - GND
  - Israël
  - WorldCat